# Епархия Абари
Епархия Абари (лат. Dioecesis Abaritana) — титулярная епархия Римско-Католической церкви.

## История
Античный город Абари находился в римской провинции Африка и был центром одноимённой епархии, которая прекратила своё существование в конце VI века.
С 1948 года епархия Абари является титулярной епархией Римско-Католической церкви.

## Епископы
- епископ Фелиций (упоминается в 484 году).

## Титулярные епископы
- епископ José Lázaro Neves C.M.[1] (30.08.1948 — 11.02.1956) — назначен епископом Асиса;
- епископ Carlo Martini, C.S.Sp. (5.10.1961 — 2.06.1961) — назначен архиепископом Л’Акуилы;
- архиепископ Карло Фурно (1.08.1973 — 26.11.1994) — выбран кардиналом;
- архиепископ Бруно Музаро (3.12.1994 — по настоящее время).

## Источник
- Annuario Pontificio, Libreria Editrice Vaticana, Città del Vaticano, 2003, стр. 747, ISBN 88-209-7422-3
- J. Mesnage, L’Afrique chrétienne, Paris 1912, стр. 174  (фр.)
- Stefano Antonio Morcelli, Africa christiana, Volume I, Brescia 1816, pp. 59–60  (лат.)